# Bruchia uruguensis
Bruchia uruguensis är en bladmossart som beskrevs av C. Müller 1879. Bruchia uruguensis ingår i släktet Bruchia och familjen Bruchiaceae. Inga underarter finns listade i Catalogue of Life.